# Madonna col Bambino in trono tra i santi Giovanni Battista e Maria Maddalena
La Sacra Conversazione (Madonna col Bambino in trono tra i santi Giovan Battista e Maria Maddalena) è un dipinto a olio su tavola (170x110cm) di Cima da Conegliano, databile al 1511-1513. Conservato nella Museo del Louvre di Parigi, proviene dalla chiesa del convento di San Domenico nella città di Parma. 
Nel 1811, i napoleonici sequestrarono la Madonna in trono con santi di Cima di Conegliano e la spedirono come trofeo della conquista del Ducato di Parma al Musee Napoleon. Rimase al Louvre dopo il congresso di Vienna. 

## Descrizione
Questo dipinto raffigura al centro la Madonna col Bambino, a sinistra san Giovanni Battista con la scritta Ecce agnus Dei ("Ecco l'Agnello di Dio", Gv 1, 29.36) e sulla destra santa Maria Maddalena.